# .su
.su fue establecido como dominio de nivel superior geográfico (ccTLD) para la Unión de Repúblicas Socialistas Soviéticas en 1991 aunque siguió en uso después de su disolución a finales de ese año. En el 2008 es administrado por el Instituto Ruso para el Desarrollo de Redes Públicas.
Hoy en día existe una alta demanda de registro de dominios .su, sea por humor o por la nostalgia que produce tener una URL de un Estado que ya no existe. A fines de 2005, registrar un nuevo dominio .su costaba 100 dólares estadounidenses, en 2010 se puede ser dueño de un dominio .su por 29 dólares estadounidenses al año, en 2021 cuesta alrededor de 23 dólares estadounidenses al año. Una búsqueda en Google en 2022 por site:su arroja alrededor de 63.000.000 de páginas en los resultados.